# 興聖 (南詔)
興聖（こうせい）は、大義寧の楊干真の時代に使用された元号。930年。

## 西暦との対照表
| 興聖 | 元年  |
| 西暦 | 930年 |
| 干支 | 庚寅  |